# Nati nel 1905/Dicembre
| Questa pagina contiene informazioni ricavate automaticamente dalle voci biografiche con l'ausilio del template Bio e di un bot. L'aggiornamento è periodico e automatico e ricostruisce completamente la pagina. Se manca una persona in questa lista, sei pregato di non aggiungerla, ma accertati piuttosto che la sua voce biografica contenga il template Bio e che i dati anagrafici siano correttamente compilati. Se il template Bio manca, inseriscilo tu stesso o, in alternativa, metti l'avviso {{tmp\|Bio}} che ne segnala la mancanza. Se i dati riportati sono sbagliati, correggi direttamente la voce biografica; le modifiche saranno visibili in questa lista entro pochi giorni. Per chiarimenti vedi il progetto biografie. La lista contiene solo le 142 persone che sono citate nell'enciclopedia e per le quali è stato implementato correttamente il template Bio. Pagina aggiornata al 10 ago 2025. |

- 1º dicembre - Ugo Dettore, romanziere, traduttore e parapsicologo italiano († 1992)
- 1º dicembre - Charles G. Finney, giornalista statunitense († 1984)
- 1º dicembre - Guy Holmes, calciatore inglese († 1967)
- 1º dicembre - Willy Røgeberg, tiratore a segno norvegese († 1969)
- 1º dicembre - Zefferino Tomè, partigiano e politico italiano († 1979)
- 1º dicembre - Frederick Weber, schermidore statunitense († 1994)
- 1º dicembre - Clarence Zener, fisico statunitense († 1993)
- 2 dicembre - Pina Calì, pittrice italiana († 1949)
- 2 dicembre - Osvaldo Pugliese, pianista, direttore d'orchestra e compositore argentino († 1995)
- 2 dicembre - Oskar Stonorov, architetto, scultore e storico dell'architettura tedesco († 1970)
- 3 dicembre - Allegro Facchini, calciatore italiano († 1963)
- 3 dicembre - Ado Furlan, scultore italiano († 1971)
- 4 dicembre - Vincenza Cerati Rivolta, pianista italiana († 2000)
- 4 dicembre - Iosif Efimovič Chejfic, regista e sceneggiatore sovietico († 1995)
- 4 dicembre - Giovanni Fiorini, calciatore italiano
- 4 dicembre - Emílio Garrastazu Médici, generale e politico brasiliano († 1985)
- 4 dicembre - Pauli Jørgensen, calciatore danese († 1993)
- 4 dicembre - Ambrogio Morelli, ciclista su strada e pistard italiano († 2000)
- 4 dicembre - Antonio Samorè, cardinale e arcivescovo cattolico italiano († 1983)
- 5 dicembre - Amedeo Angilella, pittore italiano († 2005)
- 5 dicembre - Nikola Babić, calciatore jugoslavo († 1974)
- 5 dicembre - Bruce Drake, cestista, giocatore di football americano e allenatore di pallacanestro statunitense († 1983)
- 5 dicembre - Dino Olivieri, musicista, compositore e direttore d'orchestra italiano († 1963)
- 5 dicembre - Frank Pakenham, politico e scrittore inglese († 2001)
- 5 dicembre - Natalia Pavlovna Paley, modella e attrice francese († 1981)
- 5 dicembre - Aleksandr Germanovič Prejs, scrittore, drammaturgo e librettista sovietico († 1942)
- 5 dicembre - Otto Preminger, regista, produttore cinematografico e attore austriaco († 1986)
- 5 dicembre - Giovanni Romano, architetto italiano († 1990)
- 5 dicembre - Václav Vaník, calciatore cecoslovacco († 1964)
- 6 dicembre - Lando Civilini, fotografo e fotoreporter italiano († 1968)
- 6 dicembre - Piero Sacerdoti, dirigente d'azienda italiano († 1966)
- 6 dicembre - Max Schwabe, politico statunitense († 1983)
- 6 dicembre - Boris Izrailevič Volček, regista sovietico († 1974)
- 7 dicembre - Carmelo Comes, pittore e ceramista italiano († 1988)
- 7 dicembre - Gerard Peter Kuiper, astronomo olandese († 1973)
- 8 dicembre - Frank Faylen, attore statunitense († 1985)
- 8 dicembre - Bruno Foà, economista italiano († 1999)
- 8 dicembre - Leni Junker, velocista tedesca († 1997)
- 8 dicembre - Cesco Kostner, sciatore alpino italiano († 2006)
- 8 dicembre - Juan Marrero Pérez, calciatore spagnolo († 1989)
- 8 dicembre - Raúl Silva Castro, giornalista, critico letterario e scrittore cileno († 1970)
- 9 dicembre - Irving Kahn, imprenditore e dirigente d'azienda statunitense († 2015)
- 9 dicembre - Marvin Stalder, canottiere statunitense († 1982)
- 9 dicembre - Dalton Trumbo, sceneggiatore, regista e scrittore statunitense († 1976)
- 9 dicembre - Angie Turner King, chimica e matematica statunitense († 2004)
- 10 dicembre - Renato Birolli, pittore italiano († 1959)
- 11 dicembre - Eugen Fink, filosofo tedesco († 1975)
- 11 dicembre - Robert Henriques, scrittore, conduttore televisivo e allevatore britannico († 1967)
- 11 dicembre - Gilbert Roland, attore messicano († 1994)
- 12 dicembre - Vasilij Semënovič Grossman, giornalista e scrittore sovietico († 1964)
- 12 dicembre - Pierre Tal-Coat, pittore francese († 1985)
- 12 dicembre - Fay Lanphier, modella statunitense († 1959)
- 12 dicembre - Andrea Lavezzolo, fumettista, scrittore e giornalista italiano († 1981)
- 12 dicembre - Pellegrino Riccardi, magistrato e antifascista italiano († 1995)
- 12 dicembre - Manès Sperber, scrittore, saggista e psicologo austriaco († 1984)
- 13 dicembre - Domenico Postpischl, scacchista italiano († 1980)
- 14 dicembre - Gerardo Bianchi, politico e sindacalista italiano († 1997)
- 14 dicembre - Francesco Marzullo, calciatore italiano († 1988)
- 14 dicembre - Agostino Novella, operaio, sindacalista e politico italiano († 1974)
- 14 dicembre - Arne Rustadstuen, combinatista nordico e fondista norvegese († 1978)
- 14 dicembre - Jaroslav Srba, calciatore cecoslovacco
- 14 dicembre - Olga Zawadzka, insegnante polacca († 2008)
- 15 dicembre - Ferenc Farkas, compositore ungherese († 2000)
- 15 dicembre - Marcello Fraulini, scrittore italiano († 1985)
- 16 dicembre - Voldemārs Bērziņš, calciatore lettone († 2002)
- 16 dicembre - Piet Hein, matematico, inventore e scrittore danese († 1996)
- 16 dicembre - Salvatore Pietrocola, militare italiano († 1936)
- 16 dicembre - Austin Loomer Rand, zoologo canadese († 1982)
- 17 dicembre - Simo Häyhä, militare finlandese († 2002)
- 17 dicembre - Muhammad Hidayatullah, politico indiano († 1992)
- 17 dicembre - Franco Marquicias, cestista filippino († 1982)
- 17 dicembre - Jan Valtin, agente segreto tedesco († 1951)
- 17 dicembre - Érico Veríssimo, scrittore brasiliano († 1975)
- 18 dicembre - Banine, scrittrice francese († 1992)
- 18 dicembre - Mary Katherine Campbell, modella statunitense († 1990)
- 18 dicembre - François Favé, ciclista su strada francese († 1951)
- 18 dicembre - Jane Graverol, pittrice belga († 1984)
- 18 dicembre - Norrie Woodhall, attrice teatrale britannica († 2011)
- 19 dicembre - Nikolaj Batjuk, generale sovietico († 1943)
- 19 dicembre - Dorothy M. Johnson, scrittrice statunitense († 1984)
- 19 dicembre - Henri Lefèbvre, lottatore francese († 1970)
- 19 dicembre - Giovanni Lurani, pilota automobilistico, ingegnere e giornalista italiano († 1995)
- 19 dicembre - Luca Osteria, agente segreto italiano († 1988)
- 19 dicembre - Aldo Salvadori, pittore e illustratore italiano († 2002)
- 20 dicembre - Abdelhamid Abdou, calciatore egiziano († 1972)
- 20 dicembre - Albert Dekker, attore statunitense († 1968)
- 20 dicembre - Ruben Fienga, ingegnere e dirigente pubblico italiano († 1984)
- 20 dicembre - Otmar Gazzari, calciatore italiano († 1987)
- 21 dicembre - Alfredo Bortoluzzi, pittore, ballerino e coreografo tedesco († 1995)
- 21 dicembre - Harold Caccia, barone Caccia, diplomatico inglese († 1990)
- 21 dicembre - Johann Luef, calciatore austriaco († 1945)
- 21 dicembre - Anthony Powell, scrittore britannico († 2000)
- 21 dicembre - Harry Revel, direttore d'orchestra e compositore statunitense († 1958)
- 21 dicembre - Alfredo Vozzi, arcivescovo cattolico italiano († 1988)
- 22 dicembre - Pierre Brasseur, attore francese († 1972)
- 22 dicembre - Pierre Levegh, pilota automobilistico francese († 1955)
- 22 dicembre - Kenneth Rexroth, poeta e traduttore statunitense († 1982)
- 22 dicembre - Voldemārs Roze, calciatore lettone († 1944)
- 22 dicembre - Arthur Israel Vogel, chimico inglese († 1966)
- 23 dicembre - Georg Euler, calciatore tedesco
- 23 dicembre - Armando François, aviatore italiano († 1955)
- 23 dicembre - Ernst Hermann Himmler, militare, funzionario e ingegnere tedesco († 1945)
- 23 dicembre - Joe Kopcha, giocatore di football americano statunitense († 1986)
- 23 dicembre - František Tyrpekl, calciatore cecoslovacco († 1985)
- 24 dicembre - Milt Dunnell, giornalista canadese († 2008)
- 24 dicembre - Hans Geiger, calciatore tedesco († 1991)
- 24 dicembre - Howard Hughes, aviatore, regista e produttore cinematografico statunitense († 1976)
- 24 dicembre - George Marthins, hockeista su prato indiano († 1989)
- 24 dicembre - Étienne Mattler, calciatore e allenatore di calcio francese († 1986)
- 24 dicembre - Bertil Rönnmark, tiratore a segno svedese († 1967)
- 24 dicembre - Jerzy Sas Kulczycki, militare e partigiano italiano († 1944)
- 24 dicembre - Hendrik Wade Bode, ingegnere statunitense († 1982)
- 24 dicembre - Ans van Dijk, criminale olandese († 1948)
- 25 dicembre - Lewis Allen, regista britannico († 2000)
- 25 dicembre - Mariano Castillo, scacchista cileno († 1970)
- 25 dicembre - Fernand Gravey, attore belga († 1970)
- 25 dicembre - Sergio Guerri, cardinale e arcivescovo cattolico italiano († 1992)
- 25 dicembre - Pietro Sbalzarini, calciatore italiano
- 26 dicembre - Giuliano Gerbi, giornalista italiano († 1976)
- 26 dicembre - Anfilogino Guarisi, calciatore brasiliano († 1974)
- 26 dicembre - Kurt Heissmeyer, medico e criminale di guerra tedesco († 1967)
- 26 dicembre - Antanas Lingis, calciatore lituano († 1941)
- 26 dicembre - Mario Varglien, calciatore e allenatore di calcio italiano († 1978)
- 27 dicembre - Cliff Arquette, attore, comico e personaggio televisivo statunitense († 1974)
- 27 dicembre - Antonio Brivio, pilota automobilistico e bobbista italiano († 1995)
- 27 dicembre - Ugo Fasolo, poeta italiano († 1980)
- 27 dicembre - Generoso Jodice, politico italiano († 1973)
- 28 dicembre - Oscar Andriani, attore italiano († 1987)
- 28 dicembre - Antonio Fraguas Fraguas, insegnante, scrittore e antropologo spagnolo († 1999)
- 28 dicembre - Fulvio Bernardini, dirigente sportivo, allenatore di calcio e calciatore italiano († 1984)
- 28 dicembre - Joseph Salas, pugile statunitense († 1987)
- 28 dicembre - Jean Wagner, discobolo e pesista lussemburghese († 1978)
- 29 dicembre - Luigi Castello, calciatore e allenatore di calcio italiano
- 29 dicembre - René Lemoine, schermidore francese († 1995)
- 29 dicembre - Raffaele Rivolo, calciatore italiano († 1967)
- 30 dicembre - Daniil Charms, scrittore, poeta e drammaturgo sovietico († 1942)
- 30 dicembre - Hiroshi Inagaki, regista cinematografico giapponese († 1980)
- 30 dicembre - Manolo Morán, attore spagnolo († 1967)
- 31 dicembre - Hermann Blumenthal, scultore tedesco († 1942)
- 31 dicembre - Frank Marshall Davis, giornalista, poeta e attivista statunitense († 1987)
- 31 dicembre - Guy Mollet, politico francese († 1975)
- 31 dicembre - Jule Styne, musicista e compositore britannico († 1994)